# Фильтерс-Вангс
Фильтерс-Вангс (нем. Vilters-Wangs) — коммуна в Швейцарии, в кантоне Санкт-Галлен.
Входит в состав округа Зарганзерланд. Население составляет 4078 человек (на 31 декабря 2006 года). Официальный код — 3297.

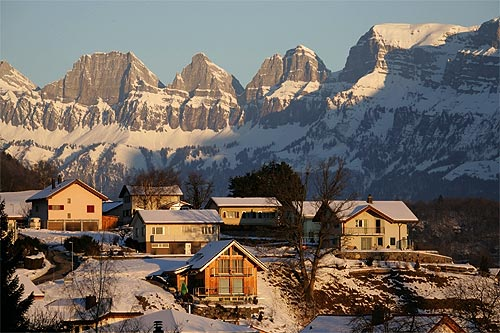
Фильтерс-Вангс